# Episodi di V.I.P. (quarta stagione)
La quarta e ultima stagione della serie televisiva V.I.P. è stata trasmessa negli Stati Uniti in Syndication dal 22 settembre 2001.
 In Italia la serie è stata trasmessa da Italia 1 a partire dal 28 febbraio 2009.
| nº | Titolo originale            | Titolo italiano           | Prima TV USA      | Prima TV Italia  |
| -- | --------------------------- | ------------------------- | ----------------- | ---------------- |
| 1  | 21 Val Street               | Travestimento al College  | 22 settembre 2001 | 28 febbraio 2009 |
| 2  | Chasing Anna                | Principessa Anna          | 29 settembre 2001 | 7 marzo 2009     |
| 3  | Holy Val                    | Sacra Val                 | 6 ottobre 2001    | 14 marzo 2009    |
| 4  | Millennium Man              | L'Uomo Milionario         | 13 ottobre 2001   | 21 marzo 2009    |
| 5  | South By Southwest          | I Coyote Rossi            | 20 ottobre 2001   | 28 marzo 2009    |
| 6  | Valzheimer's                | Sindaco per un Giorno     | 27 ottobre 2001   | 4 aprile 2009    |
| 7  | The Uncle From V.A.L.       | Lo Zio di Val             | 3 novembre 2001   | 11 aprile 2009   |
| 8  | Pen Pal Val                 | La Musa Ispiratrice       | 10 novembre 2001  | 18 aprile 2009   |
| 9  | Kayus Ex Machina            | Kay Deus Ex Machina       | 17 novembre 2001  | 25 aprile 2009   |
| 10 | Crouching Tiger, Hidden Val | Oltre la Fiction          | 24 novembre 2001  | 26 aprile 2009   |
| 11 | Saving Private Irons        | Salvate il Soldato Irons  | 19 gennaio 2002   | 2 maggio 2009    |
| 12 | Diagnosis Val               | La Dottoressa Valby       | 26 gennaio 2002   | 9 maggio 2009    |
| 13 | Val Cubed                   | Sosia Esplosivo           | 2 febbraio 2002   | 16 maggio 2009   |
| 14 | The K-Files                 | Alieni                    | 9 febbraio 2002   | 23 maggio 2009   |
| 15 | 48½ Hours                   | Il Diamante della Libertà | 16 febbraio 2002  | 30 maggio 2009   |
| 16 | Dude, Where's My Party?     | Val alla festa di Erik    | 23 febbraio 2002  | 6 giugno 2009    |
| 17 | Kiss the Val                | Missione Space Shuttle    | 13 aprile 2002    |                  |
| 18 | Miss Con-Jeanie-Ality       | Abilità e freddezza       | 20 aprile 2002    |                  |
| 19 | Sunshine Girls              | Ritorno al presente       | 27 aprile 2002    |                  |
| 20 | True Val Story              | La vera storia di Val     | 4 maggio 2002     |                  |
| 21 | Val Who Cried Wolf          | Un copione per Kay        | 11 maggio 2002    |                  |
| 22 | Valley Wonka                | La fabbrica di cioccolato | 18 maggio 2002    |                  |